# Aiuaba
Aiuaba este un oraș în statul Ceará (CE) din Brazilia.